# Jantipo de Atenas
Jantipo (griego antiguo Ξάνθιππος) fue un estadista ateniense del fin del siglo VI a. C. y de principios del siglo V a. C., descendiente de la antigua familia de los Bouzigas, hijo de Arifrón. Marido de la alcmeónida Agarista, fue el padre de Pericles.
Jefe de los demócratas moderados, combatió la política de expansión naval propugnada por Milcíades, cuya caída provocó en 489 después de haberle acusado tras su fracaso en Paros. Sin embargo, acabó por adherirse a la visión de su adversario. En 484 - 483 a. C., fue ostraquizado.
A comienzos de 480 a. C., fue llamado a Atenas, seguramente debido a la amnistía general concedida por el Decreto de Trecén. Tomó parte como estratego, al lado del rey espartano, Leotíquidas II, en la  batalla de Mícala que, según Heródoto, se desarrolló el mismo día que la batalla de Platea. Después de esta batalla, Jantipo, a la cabeza de los trirremes atenienses, sitió y tomó la ciudad de Sestos , en el Quersoneso. En 479 a. C. fue arconte epónimo.